# Piptoptera turkestana
Piptoptera es un género monotípico de plantas fanerógamas perteneciente a la familia Amaranthaceae. Su única especie es: Piptoptera turkestana Bunge.

## Taxonomía
Piptoptera fue descrito por el naturalista zoólogo y botánico alemán de Rusia, Alexander von Bunge y publicado en Trudy Imperatorskago S.-Peterburgskago Botaničeskago Sada 5: 644, en el año 1877.